# Tejo del Real Jardín Botánico
El tejo del Real Jardín Botánico (Taxus baccata) es un árbol centenario que se ubica en el Real Jardín Botánico de Madrid en la Terraza de los Cuadros, en el Cuadro de las aromáticas y medicinales, en el Paseo de Quert. Está catalogado con protección de árbol singular de la Comunidad de Madrid (nº 231) y está integrado dentro del Paisaje de la Luz, un paisaje cultural declarado Patrimonio de la Humanidad el 25 de julio de 2021.

## Descripción
Tiene un altura de 15 metros, una copa con forma piramidal de otros 15 metros de diámetro y un tronco de 2 metros y medio de anchura. Su edad aproximada es de 100 años. En la Comunidad de Madrid solo hay once tejos singulares como éste. Su follaje es perenne, tupido y de color verde oscuro. Proyecta una sombra densa. Es una conífera muy resistente y longeva, aunque de desarrollo muy lento, que abunda en lugares frescos y húmedos, en zonas de montaña más que en terreno llano. La madera de su tronco es de color rojizo. Florece en primavera y el falso fruto que produce madura al final del verano.

## Historia
Originario de Europa occidental, central y meridional, en la Antigüedad se construían arcos, flechas y lanzas con su madera, también mangos para utensilios de cocina o partes de instrumentos. 
Es un árbol muy tóxico, por ser rico en alcaloides (taxina, taxol y baccatina). La taxina está presente en todas sus partes, exceptuando la cobertura de su semilla. En la literatura greco-latina se mencionaba el tejo como medio para suicidarse al comer o chupar algún fragmento o elaborar una infusión con él. La muerte sobrevenía a los pocos minutos de su ingestión. Era considerado el Árbol de la Muerte; mientras que en la tradición cristina se asociaba a la eternidad del alma por su longevidad y se plantaba a la entrada de las iglesias y de los cementerios. Los celtas lo consideraban como puerta de entrada al inframundo y los duidras, un escudo para los encantamientos de hadas y brujas.